# Trinidad e Tobago ai Giochi della XXVIII Olimpiade
Trinidad e Tobago partecipò ai Giochi della XXVIII Olimpiade, svoltisi ad Atene, Grecia, dal 13 al 29 agosto 2004, con una delegazione di 19 atleti impegnati in quattro discipline.

## Medaglie
| Medaglia | Nome          | Sport | Evento                   |
| -------- | ------------- | ----- | ------------------------ |
| Bronzo   | George Bovell | Nuoto | 200 metri misti maschili |

## Delegazione
| Sport            | Uomini | Donne | Totale |
| ---------------- | ------ | ----- | ------ |
| Atletica leggera | 7      | 7     | 14     |
| Nuoto            | 1      | 2     | 3      |
| Taekwondo        | 1      | -     | 1      |
| Tiro             | 1      | -     | 1      |
| Totale           | 10     | 9     | 19     |

## Risultati

### Atletica leggera
| Q | Qualificato al turno successivo per la Classifica in qualificazione                                                          |
| q | Qualificato per il turno successivo per ripescaggio o, negli eventi su campo, conquistando la misura minima per qualificarsi |

Maschile
Eventi su pista e strada
| Atleta                                                | Evento            | Batteria  | Batteria   | Quarti di finale | Quarti di finale | Semifinale      | Semifinale      | Finale          | Finale          |
| Atleta                                                | Evento            | Risultato | Classifica | Risultato        | Classifica       | Risultato       | Classifica      | Risultato       | Classifica      |
| ----------------------------------------------------- | ----------------- | --------- | ---------- | ---------------- | ---------------- | --------------- | --------------- | --------------- | --------------- |
| Niconnor Alexander                                    | 100 m piani       | 10"22     | 3º Q       | 10"48            | 7º               | non qualificato | non qualificato | non qualificato | non qualificato |
| Ato Boldon                                            | 100 m piani       | 10"41     | 4º         | non qualificato  | non qualificato  | non qualificato | non qualificato | non qualificato | non qualificato |
| Marc Burns                                            | 100 m piani       | dq        | -          | non qualificato  | non qualificato  | non qualificato | non qualificato | non qualificato | non qualificato |
| Ato Modibo                                            | 400 m piani       | 46"29     | 4º         | N.D.             | N.D.             | non qualificato | non qualificato | non qualificato | non qualificato |
| Sherridan Kirk                                        | 800 m piani       | 1'48"12   | 6º         | N.D.             | N.D.             | non qualificato | non qualificato | non qualificato | non qualificato |
| Niconnor Alexander Ato Boldon Darrel Brown Marc Burns | Staffetta 4×100 m | 38"53     | =4º        | N.D.             | N.D.             | N.D.            | N.D.            | 38"60           | 7º              |

Eventi sul campo
| Atleta       | Evento       | Qualificazioni | Qualificazioni | Finale          | Finale          |
| Atleta       | Evento       | Distanza       | Classifica     | Distanza        | Classifica      |
| ------------ | ------------ | -------------- | -------------- | --------------- | --------------- |
| LeJuan Simon | Salto triplo | 16,16          | 36º            | non qualificato | non qualificato |

Femminile
Eventi su pista e strada
| Atleta                                                       | Evento            | Batteria  | Batteria   | Quarti di finale | Quarti di finale | Semifinale      | Semifinale      | Finale          | Finale          |
| Atleta                                                       | Evento            | Risultato | Classifica | Risultato        | Classifica       | Risultato       | Classifica      | Risultato       | Classifica      |
| ------------------------------------------------------------ | ----------------- | --------- | ---------- | ---------------- | ---------------- | --------------- | --------------- | --------------- | --------------- |
| Fana Ashby                                                   | 100 m             | 11"43     | 3ª Q       | 11"54            | 7ª               | non qualificata | non qualificata | non qualificata | non qualificata |
| Fana Ashby Kelly-Ann Baptiste Ayanna Hutchinson Wanda Hutson | Staffetta 4×100 m | dnf       | -          | N.D.             | N.D.             | N.D.            | N.D.            | non qualificate | non qualificate |

Eventi sul campo
| Atleta          | Evento              | Qualificazioni | Qualificazioni | Finale   | Finale     |
| Atleta          | Evento              | Distanza       | Classifica     | Distanza | Classifica |
| --------------- | ------------------- | -------------- | -------------- | -------- | ---------- |
| Cleopatra Borel | Getto del peso      | 18,90          | 3ª Q           | 18,35    | 10ª        |
| Candice Scott   | Lancio del martello | 68,27          | 12ª q          | 69,94    | 9ª         |

Prove multiple - Eptathlon
| Atleta            | Evento    | 100H  | SA   | GP    | 200 m | SL   | LG    | 800 m   | Finale | Classifica |
| ----------------- | --------- | ----- | ---- | ----- | ----- | ---- | ----- | ------- | ------ | ---------- |
| Marsha Mark-Baird | Risultato | 13"58 | 1,70 | 11,20 | 25"11 | 6,22 | 49,90 | 2'12"21 | 5962   | 25ª        |
| Marsha Mark-Baird | Punti     | 1039  | 855  | 608   | 877   | 918  | 858   | 807     | 5962   | 25ª        |

### Nuoto
Maschile
| Atleta        | Evento             | Batteria  | Batteria   | Semifinale      | Semifinale      | Finale          | Finale          |
| Atleta        | Evento             | Risultato | Classifica | Risultato       | Classifica      | Risultato       | Classifica      |
| ------------- | ------------------ | --------- | ---------- | --------------- | --------------- | --------------- | --------------- |
| George Bovell | 50 m stile libero  | dns       | -          | non qualificato | non qualificato | non qualificato | non qualificato |
| George Bovell | 100 m stile libero | 49"61     | 12º Q      | 49"53           | 11º             | non qualificato | non qualificato |
| George Bovell | 200 m stile libero | 1'49"48   | 12º Q      | 1'49"59         | 11º             | non qualificato | non qualificato |
| George Bovell | 200 metri misti    | 2'00"65   | 3º Q       | 1'49"59         | 5º Q            | 1'58"80         | Bronzo          |

Femminile
| Atleta            | Evento             | Batteria  | Batteria   | Semifinale      | Semifinale      | Finale          | Finale          |
| Atleta            | Evento             | Risultato | Classifica | Risultato       | Classifica      | Risultato       | Classifica      |
| ----------------- | ------------------ | --------- | ---------- | --------------- | --------------- | --------------- | --------------- |
| Sharntelle McLean | 50 m stile libero  | 26"86     | 38ª        | non qualificata | non qualificata | non qualificata | non qualificata |
| Linda McEachrane  | 100 m stile libero | 58"92     | 42ª        | non qualificata | non qualificata | non qualificata | non qualificata |

### Taekwondo
Maschile
| Atleta         | Evento | Ottavi               | Quarti               | Semifinali           | Ripescaggio 1        | Ripescaggio 2        | Finale / FB          | Pos.            |
| Atleta         | Evento | Avversario Punteggio | Avversario Punteggio | Avversario Punteggio | Avversario Punteggio | Avversario Punteggio | Avversario Punteggio | Pos.            |
| -------------- | ------ | -------------------- | -------------------- | -------------------- | -------------------- | -------------------- | -------------------- | --------------- |
| Chinedum Osuji | −80 kg | Əhmədov (AZE) P 3-10 | non qualificato      | non qualificato      | non qualificato      | non qualificato      | non qualificato      | non qualificato |

### Tiro a segno/volo
Maschile
| Atleta       | Evento                      | Qualificazioni | Qualificazioni | Finale          | Finale          |
| Atleta       | Evento                      | Punti          | Classifica     | Punti           | Classifica      |
| ------------ | --------------------------- | -------------- | -------------- | --------------- | --------------- |
| Roger Daniel | Pistola 10 m aria compressa | 574            | =27º           | non qualificato | non qualificato |
| Roger Daniel | Pistola 50 m                | 545            | 33º            | non qualificato | non qualificato |